# Baliganahalli, Alur
Baliganahalli là một làng thuộc tehsil Alur, huyện Hassan, bang Karnataka, Ấn Độ.